# Apollonia Pontica
Apollonia Pontica è una città fondata dai Milesi verso 610 a.C.. Le sue rovine si trovano sotto la città attuale di Sozopol in Bulgaria. 

## Storia
La leggenda narra che i Fenici marinai consigliarono il posto dove fondarono la polis come il porto più protetto lungo la costa occidentale del mar Nero; fu subito un porto prosperoso e potente.
È a Erodoto che si devono le prime indicazioni sulla popolazione autoctona della Dacia e su Apollonia Pontica.
(Erodoto, Storie, IV, 93.)
Mantenne rapporti di scambio commerciale con i maggiori centri del mondo antico: Mileto, Atene, Corinto, Eraclea, le isole di Rodi, Chio, Lesbo e altri.
Secondo Strabone il primo insediamento fu stabilito su un'isola (oggi nota come San Quirico), dove si trovava un tempio dedicato ad Apollo da cui Marco Terenzio Varrone Lucullo prelevò la statua che avrebbe posto in Campidoglio.
La città portava il nome di dio Apollo, considerato il protettore della colonia.
Apollonia Pontica fu tra le prime città nei Balcani a battere propria moneta già nel VII-VI secolo a.C.
L'Ancora che oggi è lo stemma dalla città fu l'emblema di Apollonia sulle monete coniate dalla fine del VI secolo a.C. La città divenne un importante centro culturale e artistico sul mar Nero, chiamata dai suoi contemporanei Apollonia Magna (Gran Apollonia).
Nel V secolo a.C. Atene inviò in dono una statua di Apollo, alta più di 20 m, opera di Kalamis; quando il governatore romano della Macedonia, M.Licinio Lucullo, prese la città (72 a.C.), la statua fu inviata a Roma, dove rimase in Campidoglio fino all'avvento del Cristianesimo, allorché venne abbattuta.
Collegata alla Tracia grazie alla via Pontica, probabilmente realizzata da Traiano dopo il 105 d.C.,mai investita dai barbari, Apollonia decadde e assunse nel 431 il nome di Sozopolis (città della salute).

## Scavi archeologici
I primi scavi della necropoli di Apollonia risalgono al 1885 ad opera del console greco M. Gomfas di stanza a Burgas, seguiti poi dagli scavi del console francese Degrand di stanza a Plovdiv.
Le prime spedizioni archeologiche regolari risalgono al periodo 1946-1949 ad opera di un team dell'Istituto Archeologico di Sofia guidato da I. Venedikov, trovando 801 sepolcri risalenti dal V al II secolo a.C..
Le ricerche archeologiche subacquee nel porto di Sozopol hanno rivelato fondamenta di abitazioni, sono rinvenuti numerosi oggetti in ceramica, utensili in pietra e ossa dall'Età del bronzo. Nella baia di Sozopol sono state ritrovate numerose ancore in pietra che risalgono al II - I millennio a.C..